# پل چلسی
پل چلسی (انگلیسی: Chelsea Bridge) یک پل فولادی بر روی تیمز، لندن است.
این پل که در سال ۱۹۳۷ ساخته شده دارای ۲۱۳ متر طول، ۲۰ متر عرض و ۲۱ متر ارتفاع دارد. پل چلسی دو ناحیه بترسی و چلسی را به یکدیگر متصل می‌کند.

## نگارخانه

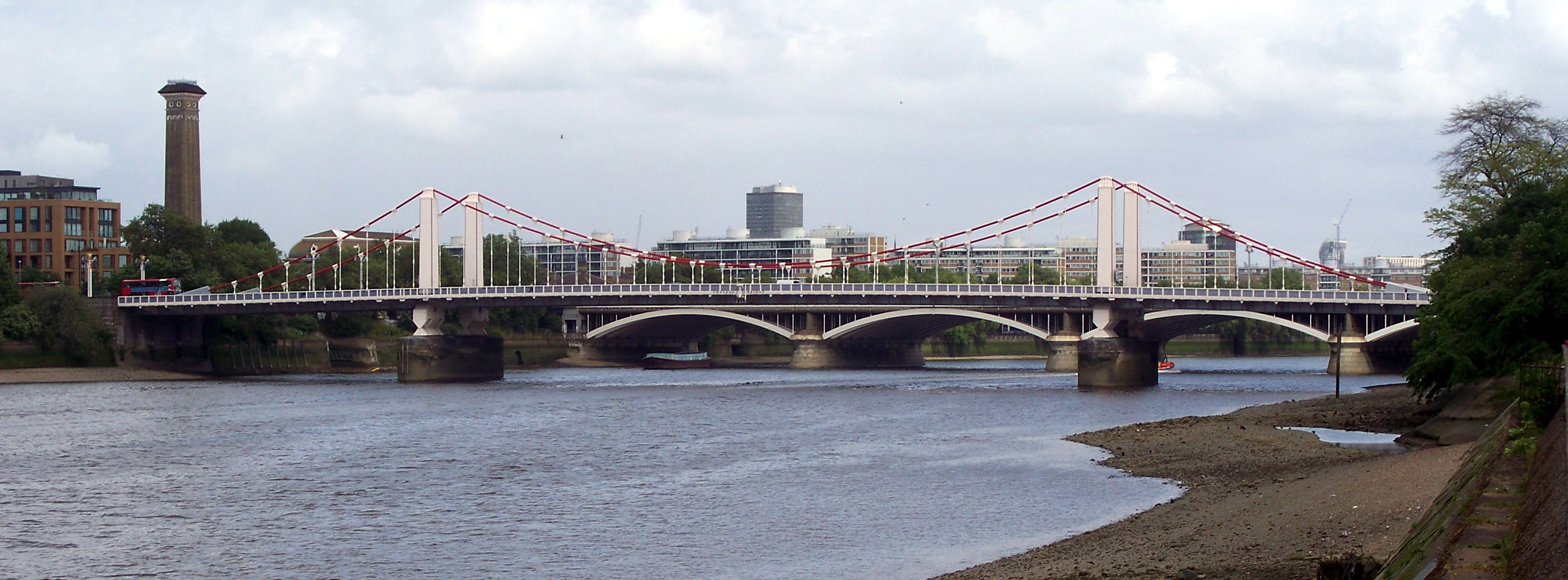
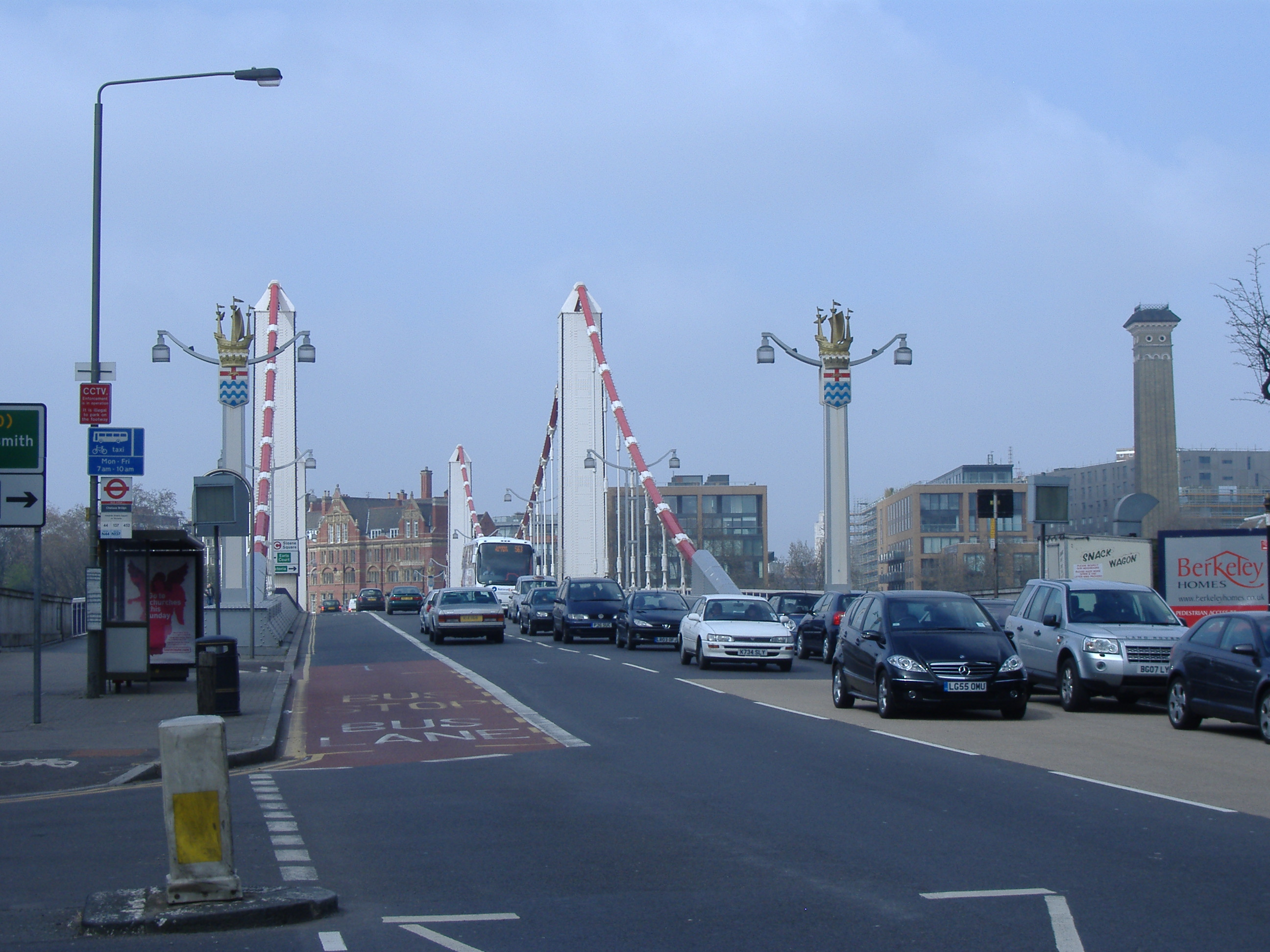
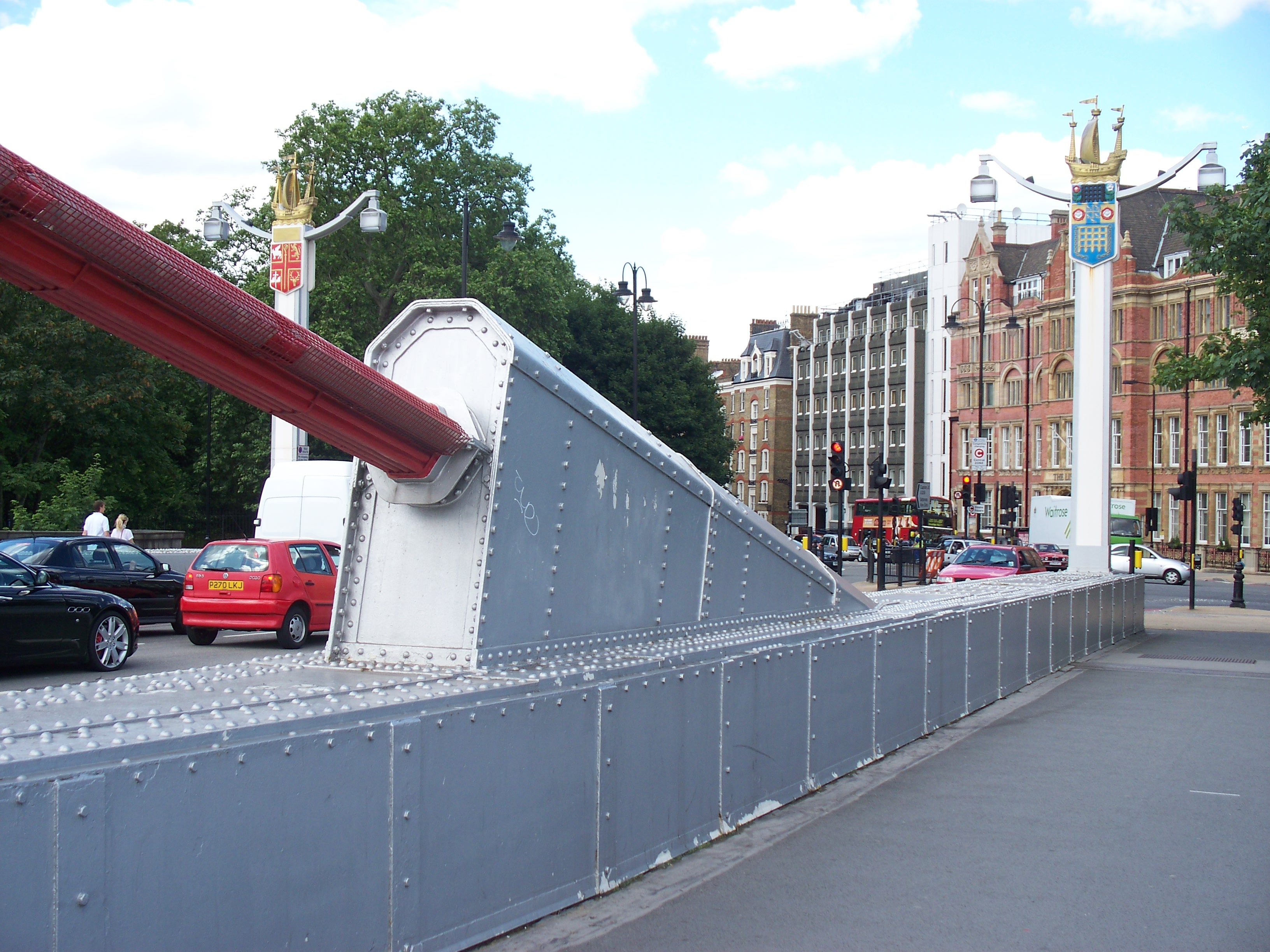
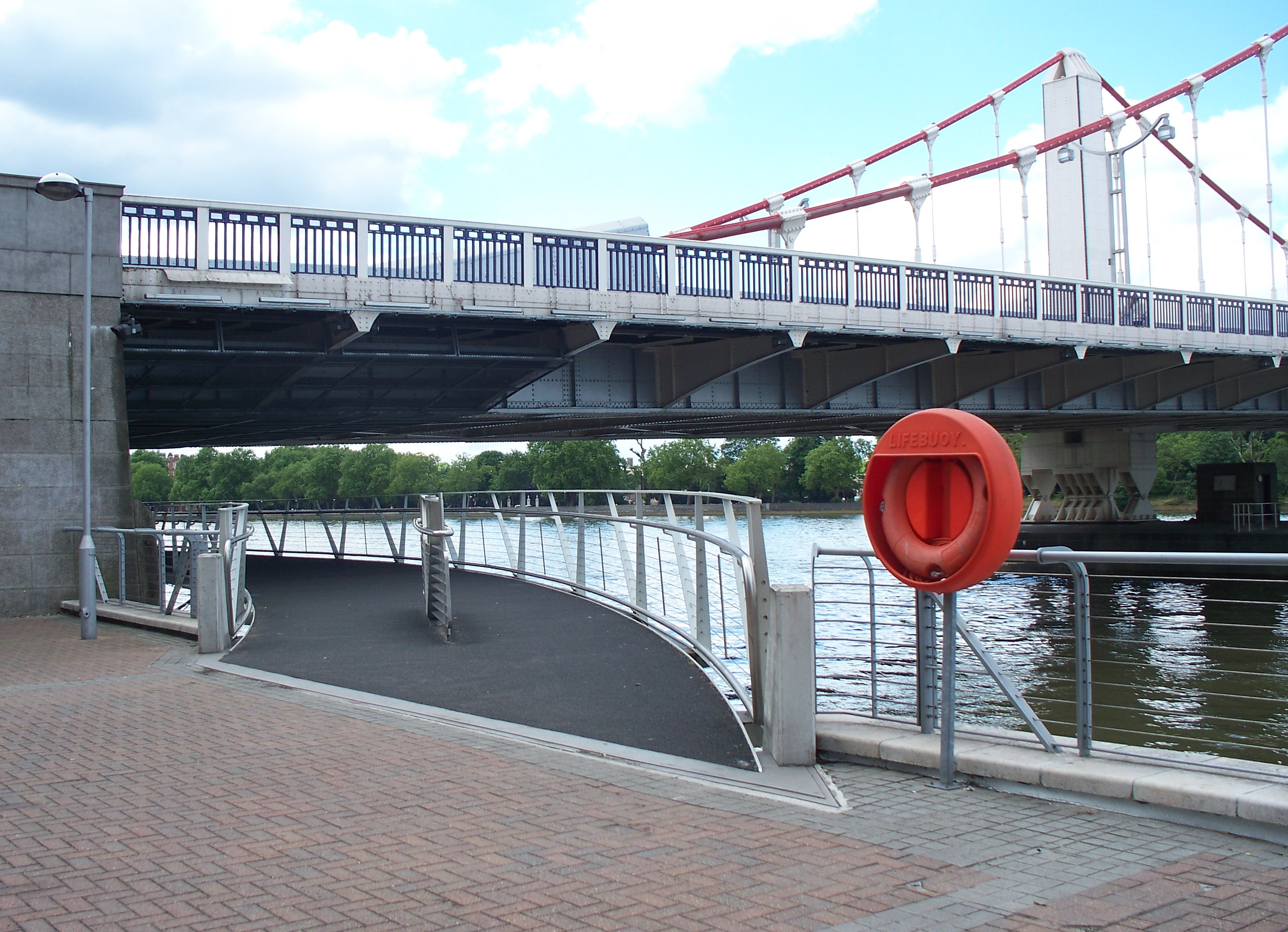
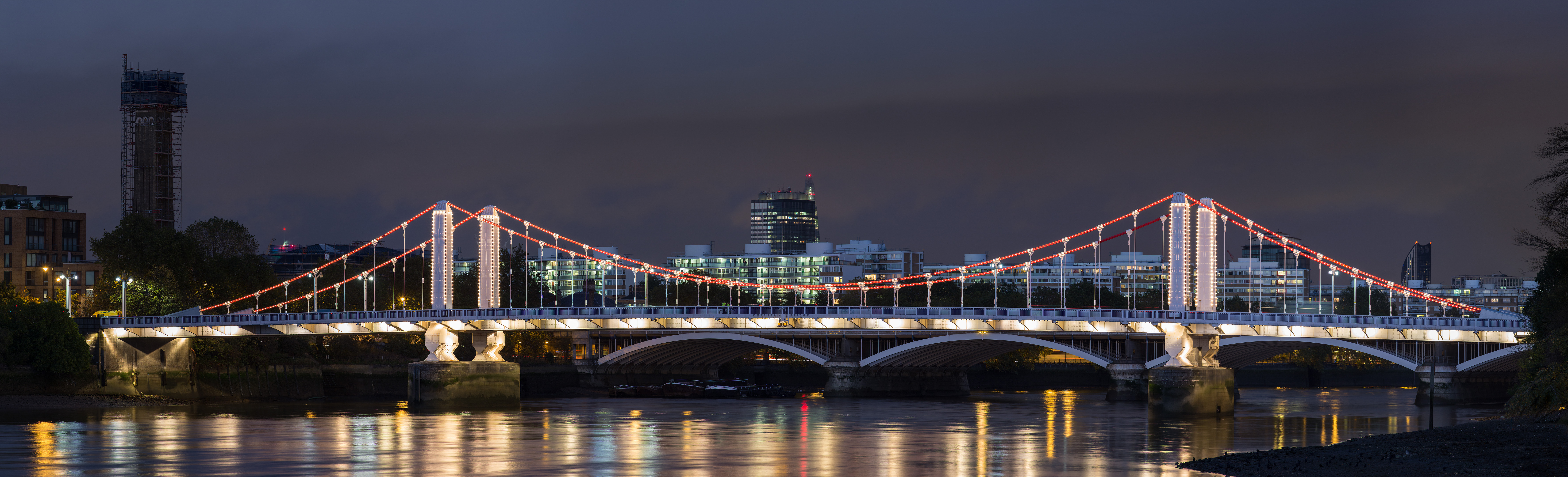